# Is It O.K. If I Call You Mine?/Dogs in the Yard
Is It O.K. If I Call You Mine?/Dogs in the Yard è il primo 45 giri di Paul McCrane, pubblicato dalla RSO nel 1980.

## I brani
Entrambi i brani sono estratti dalla colonna sonora di Saranno Famosi (1980).
Il brano presente sul lato A è scritto, interamente, dallo stesso McCrane; mentre il lato B è un brano scritto da Frank Musker e composto da Dominic Bugatti.

## Tracce
1. Is It O.K. If I Call You Mine? – 2:42 (Paul McCrane)
2. Dogs in the Air – 3:16 (testo: Frank Musker – musica: Dominic Bugatti)